# Cookia
Cookia is een geslacht van weekdieren uit de klasse van de Gastropoda (slakken).

## Soorten
- Cookia kawauensis Powell, 1938 †
- Cookia sulcata (Lightfoot, 1786)